# Pindall (Arkansas)
Pine Bluff es una ciudad ubicada en el condado de Jefferson en el estado estadounidense de Arkansas. En el Censo de 2010 tenía una población de 49083 habitantes y una densidad poblacional de 406,67 personas por km².

## Geografía
Pine Bluff se encuentra ubicada en las coordenadas 34°12′42″N 92°1′3″O / 34.21167, -92.01750. Según la Oficina del Censo de los Estados Unidos, Pine Bluff tiene una superficie total de 120.7 km², de la cual 115.45 km² corresponden a tierra firme y (4.35%) 5.24 km² es agua.

## Demografía
Según el censo de 2010, había 49083 personas residiendo en Pine Bluff. La densidad de población era de 406,67 hab./km². De los 49083 habitantes, Pine Bluff estaba compuesto por el 21.8% blancos, el 75.55% eran afroamericanos, el 0.18% eran amerindios, el 0.63% eran asiáticos, el 0.01% eran isleños del Pacífico, el 0.68% eran de otras razas y el 1.15% pertenecían a dos o más razas. Del total de la población el 1.45% eran hispanos o latinos de cualquier raza.